# 2e étape du Tour d'Espagne 2022
Pour un article plus général, voir Tour d'Espagne 2022.
La 2e étape du Tour d'Espagne 2022 se déroule le samedi 20 août 2022 de Bois-le-Duc à Utrecht aux Pays-Bas, sur une distance de 175,1 km.

## Parcours
Cette étape en ligne entre Bois-le-Duc et Utrecht se court sur un parcours essentiellement plat. Les premiers points pour le classement de la montagne sont attribués après 105 kilomètres (col de 4e catégorie). Le vent maritime pourrait provoquer des bordures. La victoire devrait revenir à un sprinteur.

## Déroulement de la course
Dès le début de l'étape, cinq coureurs font la course en tête : Julius van den Berg (EF Education), Jetse Bol (Burgos), Pau Miquel (Kern Pharma), Xabier Mikel Azparren (Euskaltel-Euskadi) et Thibault Guernalec (Arkea Samsic). Le peloton ne laisse jamais l'échappée prendre beaucoup d'avance et les fuyards sont repris à 55 km de l’arrivée. Une dizaine de kilomètres plus loin, Luis Ángel Maté (Euskaltel-Euskadi) s'isole en tête mais l'Espagnol est rejoint par le peloton à une vingtaine de kilomètres du terme. Le sprint est remporté par l'Irlandais Sam Bennett (Bora Hansgrohe) tandis que le Néerlandais Mike Teunissen (Jumbo-Visma), quatrième de l'étape, s'empare du maillot rouge de leader au détriment de son équipier et compatriote Robert Gesink.

## Résultats

### Classement de l'étape
| \| Classement de l'étape \| Classement de l'étape \| Classement de l'étape \| Classement de l'étape \| Classement de l'étape \| \| Coureur \| Coureur \| Pays \| Équipe \| Temps \| \| --------------------- \| --------------------- \| --------------------- \| --------------------- \| --------------------- \| \| 1er \| Sam Bennett \| Irlande \| Bora-Hansgrohe \| 3 h 49 min 34 s \| \| 2e \| Mads Pedersen \| Danemark \| Trek-Segafredo \| + 0 s \| \| 3e \| Tim Merlier \| Belgique \| Alpecin-Deceuninck \| + 0 s \| \| 4e \| Mike Teunissen \| Pays-Bas \| Jumbo-Visma \| + 0 s \| \| 5e \| Pascal Ackermann \| Allemagne \| UAE Team Emirates \| + 0 s \| \| 6e \| Daniel McLay \| Royaume-Uni \| Arkéa-Samsic \| + 0 s \| \| 7e \| Itamar Einhorn \| Israël \| Israel-Premier Tech \| + 0 s \| \| 8e \| Jake Stewart \| Royaume-Uni \| Groupama-FDJ \| + 0 s \| \| 9e \| John Degenkolb \| Allemagne \| Team DSM \| + 0 s \| \| 10e \| Kaden Groves \| Australie \| BikeExchange-Jayco \| + 0 s \| |                  |             |                     |                 |
| |                  |             |                     |                 |
| Source : ProCyclingStats |                  |             |                     |                 |
| Classement de l'étape |                  |             |                     |                 |
| Coureur | Coureur          | Pays        | Équipe              | Temps           |
| 1er | Sam Bennett      | Irlande     | Bora-Hansgrohe      | 3 h 49 min 34 s |
| 2e | Mads Pedersen    | Danemark    | Trek-Segafredo      | + 0 s           |
| 3e | Tim Merlier      | Belgique    | Alpecin-Deceuninck  | + 0 s           |
| 4e | Mike Teunissen   | Pays-Bas    | Jumbo-Visma         | + 0 s           |
| 5e | Pascal Ackermann | Allemagne   | UAE Team Emirates   | + 0 s           |
| 6e | Daniel McLay     | Royaume-Uni | Arkéa-Samsic        | + 0 s           |
| 7e | Itamar Einhorn   | Israël      | Israel-Premier Tech | + 0 s           |
| 8e | Jake Stewart     | Royaume-Uni | Groupama-FDJ        | + 0 s           |
| 9e | John Degenkolb   | Allemagne   | Team DSM            | + 0 s           |
| 10e | Kaden Groves     | Australie   | BikeExchange-Jayco  | + 0 s           |

## Classements à l'issue de l'étape

### Classement général
| \| Classement général \| Classement général \| Classement général \| Classement général \| Classement général \| \| Coureur \| Coureur \| Pays \| Équipe \| Temps \| \| ------------------ \| ------------------ \| ------------------ \| ------------------ \| ------------------ \| \| 1er \| Mike Teunissen \| Pays-Bas \| Jumbo-Visma \| 4 h 14 min 14 s \| \| 2e \| Edoardo Affini \| Italie \| Jumbo-Visma \| + 0 s \| \| 3e \| Sam Oomen \| Pays-Bas \| Jumbo-Visma \| + 0 s \| \| 4e \| Primož Roglič \| Slovénie \| Jumbo-Visma \| + 0 s \| \| 5e \| Sepp Kuss \| États-Unis \| Jumbo-Visma \| + 0 s \| \| 6e \| Robert Gesink \| Pays-Bas \| Jumbo-Visma \| + 0 s \| \| 7e \| Richard Carapaz \| Équateur \| Ineos Grenadiers \| + 13 s \| \| 8e \| Ethan Hayter \| Royaume-Uni \| Ineos Grenadiers \| + 13 s \| \| 9e \| Pavel Sivakov \| France \| Ineos Grenadiers \| + 13 s \| \| 10e \| Carlos Rodríguez \| Espagne \| Ineos Grenadiers \| + 13 s \| |                  |             |                  |                 |
| |                  |             |                  |                 |
| Source : ProCyclingStats |                  |             |                  |                 |
| Classement général |                  |             |                  |                 |
| Coureur | Coureur          | Pays        | Équipe           | Temps           |
| 1er | Mike Teunissen   | Pays-Bas    | Jumbo-Visma      | 4 h 14 min 14 s |
| 2e | Edoardo Affini   | Italie      | Jumbo-Visma      | + 0 s           |
| 3e | Sam Oomen        | Pays-Bas    | Jumbo-Visma      | + 0 s           |
| 4e | Primož Roglič    | Slovénie    | Jumbo-Visma      | + 0 s           |
| 5e | Sepp Kuss        | États-Unis  | Jumbo-Visma      | + 0 s           |
| 6e | Robert Gesink    | Pays-Bas    | Jumbo-Visma      | + 0 s           |
| 7e | Richard Carapaz  | Équateur    | Ineos Grenadiers | + 13 s          |
| 8e | Ethan Hayter     | Royaume-Uni | Ineos Grenadiers | + 13 s          |
| 9e | Pavel Sivakov    | France      | Ineos Grenadiers | + 13 s          |
| 10e | Carlos Rodríguez | Espagne     | Ineos Grenadiers | + 13 s          |

| Classement par points | Classement par points | Classement par points | Classement par points | Classement par points |
| Coureur               | Coureur               | Pays                  | Équipe                | Points                |
| --------------------- | --------------------- | --------------------- | --------------------- | --------------------- |
| 1er                   | Sam Bennett           | Irlande               | Bora-Hansgrohe        | 67 pts                |
| 2e                    | Mads Pedersen         | Danemark              | Trek-Segafredo        | 50 pts                |
| 3e                    | Tim Merlier           | Belgique              | Alpecin-Deceuninck    | 20 pts                |
| 4e                    | Mike Teunissen        | Pays-Bas              | Jumbo-Visma           | 18 pts                |
| 5e                    | Pascal Ackermann      | Allemagne             | UAE Team Emirates     | 16 pts                |
| 6e                    | Daan Hoole            | Pays-Bas              | Trek-Segafredo        | 15 pts                |
| 7e                    | Daniel McLay          | Royaume-Uni           | Arkéa-Samsic          | 14 pts                |
| 8e                    | Ethan Hayter          | Royaume-Uni           | Ineos Grenadiers      | 13 pts                |
| 9e                    | Itamar Einhorn        | Israël                | Israel-Premier Tech   | 12 pts                |
| 10e                   | Jake Stewart          | Royaume-Uni           | Groupama-FDJ          | 10 pts                |

| Classement par points | Classement par points | Classement par points | Classement par points | Classement par points |
| Coureur               | Coureur               | Pays                  | Équipe                | Points                |
| --------------------- | --------------------- | --------------------- | --------------------- | --------------------- |
| 1er                   | Sam Bennett           | Irlande               | Bora-Hansgrohe        | 67 pts                |
| 2e                    | Mads Pedersen         | Danemark              | Trek-Segafredo        | 50 pts                |
| 3e                    | Tim Merlier           | Belgique              | Alpecin-Deceuninck    | 20 pts                |
| 4e                    | Mike Teunissen        | Pays-Bas              | Jumbo-Visma           | 18 pts                |
| 5e                    | Pascal Ackermann      | Allemagne             | UAE Team Emirates     | 16 pts                |
| 6e                    | Daan Hoole            | Pays-Bas              | Trek-Segafredo        | 15 pts                |
| 7e                    | Daniel McLay          | Royaume-Uni           | Arkéa-Samsic          | 14 pts                |
| 8e                    | Ethan Hayter          | Royaume-Uni           | Ineos Grenadiers      | 13 pts                |
| 9e                    | Itamar Einhorn        | Israël                | Israel-Premier Tech   | 12 pts                |
| 10e                   | Jake Stewart          | Royaume-Uni           | Groupama-FDJ          | 10 pts                |

| Classement de la montagne | Classement de la montagne | Classement de la montagne | Classement de la montagne | Classement de la montagne |
| Coureur                   | Coureur                   | Pays                      | Équipe                    | Points                    |
| ------------------------- | ------------------------- | ------------------------- | ------------------------- | ------------------------- |
| 1er                       | Julius van den Berg       | Pays-Bas                  | EF Education-EasyPost     | 2 pts                     |
| 2e                        | Thibault Guernalec        | France                    | Arkéa-Samsic              | 1 pt                      |

| Classement de la montagne | Classement de la montagne | Classement de la montagne | Classement de la montagne | Classement de la montagne |
| Coureur                   | Coureur                   | Pays                      | Équipe                    | Points                    |
| ------------------------- | ------------------------- | ------------------------- | ------------------------- | ------------------------- |
| 1er                       | Julius van den Berg       | Pays-Bas                  | EF Education-EasyPost     | 2 pts                     |
| 2e                        | Thibault Guernalec        | France                    | Arkéa-Samsic              | 1 pt                      |

| Classement du meilleur jeune | Classement du meilleur jeune | Classement du meilleur jeune | Classement du meilleur jeune | Classement du meilleur jeune |
| Coureur                      | Coureur                      | Pays                         | Équipe                       | Temps                        |
| ---------------------------- | ---------------------------- | ---------------------------- | ---------------------------- | ---------------------------- |
| 1er                          | Ethan Hayter                 | Royaume-Uni                  | Ineos Grenadiers             | 4 h 14 min 27 s              |
| 2e                           | Pavel Sivakov                | France                       | Ineos Grenadiers             | + 0 s                        |
| 3e                           | Carlos Rodríguez             | Espagne                      | Ineos Grenadiers             | + 0 s                        |
| 4e                           | Luke Plapp                   | Australie                    | Ineos Grenadiers             | + 0 s                        |
| 5e                           | Remco Evenepoel              | Belgique                     | Quick-Step Alpha Vinyl       | + 1 s                        |
| 6e                           | Ilan Van Wilder              | Belgique                     | Quick-Step Alpha Vinyl       | + 1 s                        |
| 7e                           | Kaden Groves                 | Australie                    | BikeExchange-Jayco           | + 18 s                       |
| 8e                           | Kelland O'Brien              | Australie                    | BikeExchange-Jayco           | + 18 s                       |
| 9e                           | Brandon McNulty              | États-Unis                   | UAE Team Emirates            | + 20 s                       |
| 10e                          | Juan Ayuso                   | Espagne                      | UAE Team Emirates            | + 20 s                       |

| Classement du meilleur jeune | Classement du meilleur jeune | Classement du meilleur jeune | Classement du meilleur jeune | Classement du meilleur jeune |
| Coureur                      | Coureur                      | Pays                         | Équipe                       | Temps                        |
| ---------------------------- | ---------------------------- | ---------------------------- | ---------------------------- | ---------------------------- |
| 1er                          | Ethan Hayter                 | Royaume-Uni                  | Ineos Grenadiers             | 4 h 14 min 27 s              |
| 2e                           | Pavel Sivakov                | France                       | Ineos Grenadiers             | + 0 s                        |
| 3e                           | Carlos Rodríguez             | Espagne                      | Ineos Grenadiers             | + 0 s                        |
| 4e                           | Luke Plapp                   | Australie                    | Ineos Grenadiers             | + 0 s                        |
| 5e                           | Remco Evenepoel              | Belgique                     | Quick-Step Alpha Vinyl       | + 1 s                        |
| 6e                           | Ilan Van Wilder              | Belgique                     | Quick-Step Alpha Vinyl       | + 1 s                        |
| 7e                           | Kaden Groves                 | Australie                    | BikeExchange-Jayco           | + 18 s                       |
| 8e                           | Kelland O'Brien              | Australie                    | BikeExchange-Jayco           | + 18 s                       |
| 9e                           | Brandon McNulty              | États-Unis                   | UAE Team Emirates            | + 20 s                       |
| 10e                          | Juan Ayuso                   | Espagne                      | UAE Team Emirates            | + 20 s                       |

| Classement par équipes | Classement par équipes | Classement par équipes | Classement par équipes |
| Équipe                 | Équipe                 | Pays                   | Temps                  |
| ---------------------- | ---------------------- | ---------------------- | ---------------------- |
| 1re                    | Jumbo-Visma            | Pays-Bas               | 11 h 53 min 22 s       |
| 2e                     | Ineos Grenadiers       | Royaume-Uni            | + 13 s                 |
| 3e                     | Quick-Step Alpha Vinyl | Belgique               | + 14 s                 |
| 4e                     | BikeExchange-Jayco     | Australie              | + 31 s                 |
| 5e                     | UAE Team Emirates      | Émirats arabes unis    | + 33 s                 |
| 6e                     | Groupama-FDJ           | France                 | + 38 s                 |
| 7e                     | Bora-Hansgrohe         | Allemagne              | + 41 s                 |
| 8e                     | Trek-Segafredo         | États-Unis             | + 42 s                 |
| 9e                     | Bahrain Victorious     | Bahreïn                | + 42 s                 |
| 10e                    | Movistar Team          | Espagne                | + 43 s                 |

| Classement par équipes | Classement par équipes | Classement par équipes | Classement par équipes |
| Équipe                 | Équipe                 | Pays                   | Temps                  |
| ---------------------- | ---------------------- | ---------------------- | ---------------------- |
| 1re                    | Jumbo-Visma            | Pays-Bas               | 11 h 53 min 22 s       |
| 2e                     | Ineos Grenadiers       | Royaume-Uni            | + 13 s                 |
| 3e                     | Quick-Step Alpha Vinyl | Belgique               | + 14 s                 |
| 4e                     | BikeExchange-Jayco     | Australie              | + 31 s                 |
| 5e                     | UAE Team Emirates      | Émirats arabes unis    | + 33 s                 |
| 6e                     | Groupama-FDJ           | France                 | + 38 s                 |
| 7e                     | Bora-Hansgrohe         | Allemagne              | + 41 s                 |
| 8e                     | Trek-Segafredo         | États-Unis             | + 42 s                 |
| 9e                     | Bahrain Victorious     | Bahreïn                | + 42 s                 |
| 10e                    | Movistar Team          | Espagne                | + 43 s                 |

## Abandons
Un coureur quitte la Vuelta lors de la 2e étape :
- Steff Cras (Lotto-Soudal) : abandon[2].